# 岩波明
岩波 明（いわなみ あきら、1959年2月18日 - ）は日本の医学者、医師。専門は、精神医学。学位は、医学博士。
元昭和大学医学部精神医学講座主任教授、元昭和大学附属烏山病院病院長。

## 人物
神奈川県横浜市生まれ。神奈川県立湘南高等学校、東京大学医学部卒業。1993年「覚醒剤精神病の事象関連電位」で東京大学医学博士。東京都立松沢病院などで臨床経験を積む。ドイツ、ユリウス・マクシミリアン大学ヴュルツブルク精神科で学ぶ。東京大学医学部精神医学教室助教授、埼玉医科大学精神医学教室准教授、昭和大学医学部精神医学教室准教授、2012年から主任教授。2015年より付属烏山病院長を兼務していた。2024年3月を持ち昭和大学を定年退職した。

## 主な研究分野
専門は精神生理学。うつ病の薬物療法、統合失調症の認知機能障害、精神疾患と犯罪など。

## 主張・思想
- ネットにおける著名人・芸能人へのバッシングについて「寛容さのない、冷たい冬の国になりつつある」と批判する。その根源には「日本社会の不自由さ」があるとして、バッシングなどの不寛容さや過労自殺が「日本独自の現象」と喝破している。
- 従来の事件における被告人に対する刑事責任能力（心神耗弱・喪失）の鑑定について、十分な検証がないまま発達障害（ＡＳＤ、ＡＤＨＤ）の認定が採用されてきたことに、警鐘を鳴らしている。

## 著書

### 単著
- 『狂気という隣人 - 精神科医の現場報告』新潮社 2004年、新潮文庫 2007年
- 『臨床心理学がよ～くわかる本』秀和システム 2006年
- 『狂気の偽装 - 精神科医の臨床報告』新潮社 2006年、新潮文庫 2008年
- 『自我崩壊 心を病む不条理を生きる』講談社・こころライブラリー 2007年
- 『うつ病 - まだ語られていない真実』ちくま新書 2007年
- 『心に狂いが生じるとき - 精神科医の症例報告』新潮社 2008年、新潮文庫 2011年
- 『精神障害と犯罪 - 精神医学とジャーナリズムのクロストーク』南雲堂 2008年
- 『精神障害者をどう裁くか』光文社新書　2009年
- 『ビジネスマンの精神科』講談社現代新書 2009年
- 『文豪はみんな、うつ』幻冬舎新書 2010年
- 『やさしい精神医学入門』角川選書 2010年
- 『生の暴発、死の誘惑 - 「生きがい」を見失うとき』中公新書ラクレ 2010年
- 『どこからが心の病ですか？』ちくまプリマー新書 2011年
- 『精神科医が狂気をつくる - 臨床現場からの緊急警告』新潮社 2011年、新潮文庫 2013年
- 『精神科医が読み解く名作の中の病』新潮社 2013
- 『発達障害と生きる どうしても「うまくいかない」人たち』講談社 こころライブラリー　2014
- 『心の病が職場を潰す』新潮新書 2014
- 『大人のADHD もっとも身近な発達障害』ちくま新書 2015
- 『他人を非難してばかりいる人たち バッシング・いじめ・ネット私刑(リンチ)』 幻冬舎新書 　2015
- 『人はいつ殺人者になるのか』朝日新書、2016
- 『発達障害』文春新書、2017
- 『天才と発達障害』文春新書、2019

### 共著
- 『ポケット図解 心理学がよ～くわかる本「心理学」の本当の面白さがわかる!』飯田英晴共著 秀和システム 2008年
- 『精神鑑定と司法精神医療』加藤進昌共編 批評社 2010年

### 編著
- 『これ一冊で大人の発達障害がわかる本』診断と治療社、2023年3月。ISBN 9784787825582。

### 監修
- 『統合失調症になった話(※理解ある彼君はいません) 推しと福祉に救われて社会復帰するまでの劇的1400日』ズミクニ著 KADOKAWA 2023年 ISBN 978-4041130926
- 『おとなの発達障害 : 診断・治療・支援の最前線』光文社、2020年8月。ISBN 9784334044916。
- アビゲイル・シュライアー『トランスジェンダーになりたい少女たち』産経新聞出版、2024年4月。ISBN 978-4819114349。

### 翻訳
- アンソニー・S.ディビッド, ジョン・C.カッティング『精神分裂病の神経心理学』中込和幸,福田正人,上島国利共監訳 星和書店 1999
- Karl Leonhard 原著 Helmut Beckmann編『内因性精神病の分類』福田哲雄,林拓二共監訳 医学書院 2002
- ダグラス・J.メイソン, スペンサー・ザビエル・スミス『メモリー・ドクター楽しく学べる物忘れ防止トレーニング 記憶力を改善し,知力をアップする簡単な方法』川面知弘共訳 星和書店 2006